# Bien-Aimé-Klasse
Die Bien-Aimé-Klasse war eine Klasse von zwei 74-Kanonen-Linienschiffen der französischen Marine, die von 1769 bis 1792 in Dienst stand.

## Allgemeines
Die Klasse wurde von dem Schiffbauingenieur Antoine Groignard für die französischen Compagnie des Indes entworfen und auf deren Werft in Lorient ab 1768 gebaut. Da die Kompanie aber in finanzielle Schwierigkeiten geriet und ab 1770 durch den französischen Staat übernommen wurde, wurden die beiden noch im Bau befindlichen Schiffe der Klasse für die französische Marine fertiggestellt.

## Einheiten
| Name      | Bauwerft         | Kiellegung  | Stapellauf      | Indienststellung | Verbleib                                                            |
| --------- | ---------------- | ----------- | --------------- | ---------------- | ------------------------------------------------------------------- |
| Bien-Aimé | Werft in Lorient | März 1768   | 22. März 1769   | November 1769    | 1783 in Brest außer Dienst gestellt                                 |
| Victoire  | Werft in Lorient | August 1768 | 4. Oktober 1770 | 1771             | Im Juli 1792 in Brest außer Dienst gestellt und ab 1793 abgebrochen |

## Technische Beschreibung
Die Klasse war als Batterieschiff mit zwei durchgehenden Geschützdecks konzipiert und hatte eine Länge von 55,22 Metern (Geschützdeck) bzw. 51,97 Metern (Kiel), eine Breite von 14,13 Metern und einen Tiefgang von 6,96 Metern bei einer Verdrängung von 2884 Tonnen. Sie waren Rahsegler mit drei Masten (Fockmast, Großmast und Kreuzmast). Der Rumpf schloss im Heckbereich mit einem Heckspiegel, in den Galerien integriert waren, die in die seitlich angebrachten Seitengalerien mündeten.
Die Bewaffnung der Klasse bestand aus 74 Kanonen.
|        | Unteres Batteriedeck | Oberes Batteriedeck | Backdeck      | Achterdeck     | Kanonen (Geschossgewicht) |
| ------ | -------------------- | ------------------- | ------------- | -------------- | ------------------------- |
| Design | 28 × 36-Pfünder      | 30 × 18-Pfünder     | 6 × 8-Pfünder | 10 × 8-Pfünder | 74 Kanonen (410,20 kg)    |

## Besatzung
Die Besatzung hatte im Frieden eine Stärke von 662 Mann und im Kriegsfall 727 Mann (6 bzw. 12 Offiziere und 650 bzw. 715 Unteroffiziere bzw. Mannschaften).

## Bemerkungen
1. ↑  Bei der Berechnung des Gewichtes einer Breitseite kann es zu Unterschieden kommen, da in der damaligen Zeit ein Pfund, je nach Land, unterschiedliche Gewichtswerte hatte. Das französische Livre hatte z. B. ein Gewicht von 489,506 Gramm während das englische Pound ein Gewicht von 453,592 Gramm hatte.